# Consuelo González Ramos
Pour les articles homonymes, voir González et Ramos.
Consuelo González Ramos, née à Villamayor de Campos en 1877 et morte à Madrid en 1956, connue sous les pseudonymes de « Celsia Regis » et de « Doñeva de Campos », est une journaliste, infirmière et féministe espagnole.
Née à Villamayor de Campos le 7 juin 1877, elle étudie à l'École normale de Valladolid.
Elle est infirmière pendant la Guerre du Rif, dont elle témoigne dans La femme espagnole dans la campagne du Kert (1912).
Elle collabore au journal El Telegrama del Rif.
Défenseure du vote des femmes, elle est fondatrice en 1917 de la publication féminine La Voix de la Femme, qu'elle dirige jusqu'en 1931.

## Postérité
Une rue porte son nom à Melilla.